# Leroy Shield
Leroy Bernard Shield (ook: Roy Shield) (Waseca, 2 oktober 1893 – Fort Lauderdale, 9 januari 1962) was een Amerikaans componist, dirigent en pianist.

## Levensloop
Shield kreeg al in jonge jaren pianoles en speelde in 1904 in een dans-academie. Op 12-jarige leeftijd verzorgde hij zijn eerst concertoptreden. Bekend is ook, dat hij tijdens zijn jaren op de High School het harmonieorkest leidde. Shield studeerde aan de Universiteit van Chicago en aan de Columbia University in New York.
In 1915 werd hij dirigent van een militaire kapel in Iowa.
Van 1923 tot 1931 was hij componist, arrangeur en later manager bij Victor Talking Machine Company respectievelijk RCA Victor. In 1927 werkte hij in San Francisco voor de National Broadcasting Company (NBC) en begeleidde de operazangeres Jeanne Gordon. In 1929 begeleidde hij de actrice Thelma Todd bij opnames voor RCA Victor en artiesten en zangeressen in Mexico-Stad. Vanaf 1930 was hij manager van RCA Victor - divisie van de West-kust, die in Hollywood geplaatst was. Vanzelfsprekend ontstonden toen ook de eerste werken voor de filmmuziek, maar hij schreef ook bekende liederen zoals Sing Song Girl en Song of the Big Trail.
In 1930 huwde hij Katherine William Dolman.
Vanaf 1931 volgden vele werken voor de film en ook werken voor het toneel zoals Let's Go!. Naast andere dirigenten onder wie Leonard Walker, Pietro Cimini, Rex Dunn, Giuseppe Creatore en C. Bakalainikoff dirigeerde hij een nieuw gevormd symfonieorkest met 211 muzikanten in Los Angeles in het Shrine Auditorium. Op 18 augustus 1940 dirigeerde hij het NBC Symphony Orchestra bij de première van zijn eigen werk Gloucester.
Hij was bij het Hal Roach studio werkzaam en componeerde een heel groot aantal van zogenoemde achtergrondmuziek voor de filmen van Laurel en Hardy, Our Gang en Charley Chase. Als componist is hij daarom vooral bekend als schrijver van filmmuziek, maar hij schreef ook voor andere genres.

## Composities

### Werken voor orkest
- 1934 Notre Dame Shift March
- 1936 Our Relations, ouverture
- 1940 Gloucester, voor orkest
- 1948 The Great Bell, symfonisch gedicht
- School Room Suite
  1. By Rote
  2. Crabtree
  3. Ezra

### Werken voor harmonieorkest
- 1943 Union Pacific Suite (gecomponeerd ter gelegenheid van het 75-jarig bestaan van de Union Pacific Railroad)
  1. The Golden Spike
  2. The Gandy Dancers
  3. The Streamliner
- 1946 Cuban Carnival

### Filmmuziek
- 1929 Taxi for Two
- 1930 Whispering Whoopee
- 1930 Fast Work
- 1930 Girl Shock
- 1930 Pups Is Pups
- 1930 Doctor's Orders
- 1930 Teacher's Pet
- 1930 Bigger and Better
- 1930 Looser Than Loose
- 1930 School's Out
- 1930 Another Fine Mess
- 1930 Ladies Last
- 1930 High C's
- 1931 Uragbe
- 1931 Helping Grandma
- 1931 Blood and Thunder
- 1931 Thundering Tenors
- 1931 Be Big!
- 1931 Love Business
- 1931 High Gear
- 1931 El Alma de la fiesta
- 1931 The Pip from Pittsburgh
- 1931 Little Daddy
- 1931 Monerías
- 1931 Love Fever
- 1931 God's Gift to Women
- 1931 Los Calaveras
- 1931 Rough Seas
- 1931 Politiquerías
- 1931 Bargain Day
- 1931 Air-Tight
- 1931 Our Wife
- 1931 One of the Smiths
- 1931 Fly My Kite
- 1931 Let's Do Things
- 1931 Pardon Us
- 1931 The Panic Is On
- 1931 Catch as Catch Can
- 1931 Call a Cop!
- 1931 Big Ears
- 1931 Skip the Maloo!
- 1931 The Pajama Party
- 1931 Mama Loves Papa
- 1931 One Good Turn
- 1931 What a Bozo!
- 1931 War Mamas

- 1931 Dogs Is Dogs
- 1931 The Hasty Marriage
- 1931 On the Loose
- 1932 Seal Skins
- 1932 Free Eats
- 1932 The Knockout
- 1932 Any Old Port!
- 1932 The Nickel Nurser
- 1932 Red Noses
- 1932 Spanky
- 1932 You're Telling Me
- 1932 The Music Box
- 1932 In Walked Charley
- 1932 Strictly Unreliable
- 1932 The Chimp
- 1932 First in War
- 1932 The Old Bull
- 1932 The Pooch
- 1932 Wild Babies
- 1932 What Price Taxi
- 1932 Show Business
- 1932 Hook and Ladder
- 1932 Young Ironsides
- 1932 Strange Innertube
- 1932 Hot Spot
- 1932 Alum and Eve
- 1932 Free Wheeling
- 1932 Girl Grief
- 1932 The Soilers
- 1932 Their First Mistake
- 1932 Birthday Blues
- 1932 Now We'll Tell One
- 1932 A Lad an' a Lamp
- 1932 Mr. Bride
- 1932 Towed in a Hole
- 1933 Bring 'Em Back a Wife
- 1933 Asleep in the Feet
- 1933 Fish Hooky
- 1933 Fallen Arches
- 1933 Twice Two
- 1933 Maids a la Mode
- 1933 Forgotten Babies
- 1933 Taxi Barons
- 1933 The Bargain of the Century
- 1933 The Kid from Borneo
- 1933 Me and My Pal

- 1933 His Silent Racket
- 1933 One Track Minds
- 1933 Arabian Tights
- 1933 The Rummy
- 1933 Thundering Taxis
- 1933 Sherman Said It
- 1933 Bedtime Worries
- 1933 Crook's Tour
- 1933 Rhapsody in Brew
- 1933 Busy Bodies
- 1933 Midsummer Mush
- 1933 Dirty Work
- 1933 Sons of the Desert
- 1934 Babes in the Goods
- 1934 Mixed Nuts
- 1934 Maid in Hollywood
- 1934 Movie Daze
- 1934 Music in Your Hair
- 1934 Another Wild Idea
- 1934 The Ballad of Paducah Jail
- 1934 Done in Oil
- 1934 Shrimps for a Day
- 1934 The Live Ghost
- 1934 The Chases of Pimple Street
- 1935 Treasure Blues
- 1935 The Fixer Uppers
- 1935 Beginner's Luck
- 1935 Sing, Sister, Sing
- 1935 Poker at Eight
- 1935 The Misses Stooge
- 1935 Sprucin' Up
- 1935 Bonnie Scotland
- 1935 Slightly Static
- 1935 Twin Triplets
- 1935 Manhattan Monkey Business
- 1935 Top Flat
- 1936 All-American Toothache
- 1936 Neighborhood House
- 1936 Hot Money
- 1936 Kelly the Second
- 1936 Pay As You Exit
- 1936 Our Relations
- 1937 Hearts Are Thumps
- 1937 Nobody's Baby
- 1938 Schwarzfahrt ins Glück
- 1940 Saps at Sea